# Hôpital San Filippo Neri

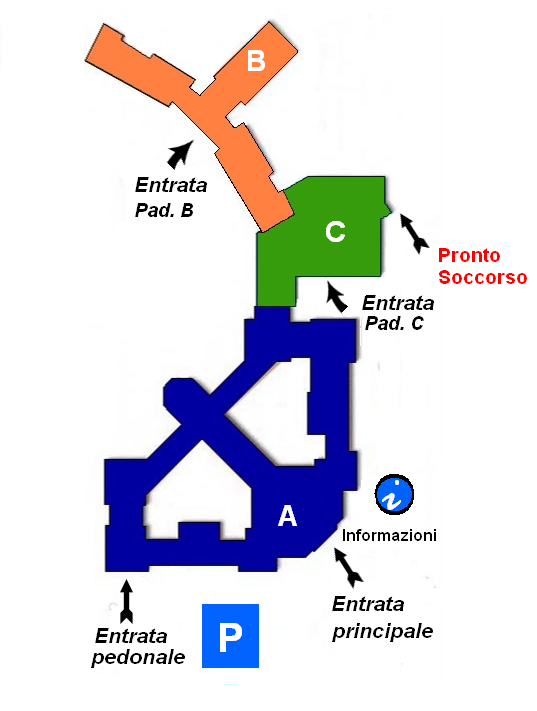
Plan de l'hôpital

L'Hôpital San Filippo Neri est un hôpital public italien qui fait partie de l'Unité Sanitaire Locale (ASL) « Rome 1 ». Il est situé le long de la voie ferrée FS Rome-Viterbo. C'est un établissement hospitalier desservant le secteur nord-ouest de la capitale italienne avec un service ambulatoire régulier, chirurgie ambulatoire de jour et service d'urgences ambulatoire.

## Histoire
L'Hôpital San Filippo Neri a été construit en 1940 puis agrandi dans les années soixante.
Depuis le 1er juillet 1994, l'hôpital est devenu un « Hôpital d'importance nationale et hautement spécialisé », à la suite des reconnaissances obtenues dans les activités hautement spécialisées telles que : la neurochirurgie et lz neurologie intensive, la cardiologie, la chirurgie cardiaque et l'oncologie. Conformément à l'art. 6 de la Loi Régionale N° 18 du 16 juin 1994, l'hôpital est devenu un établissement acquérant ainsi le statut juridique d'établissement public autonome. Il a pris le nom de Complexe Hospitalier San Filippo Neri d'importance nationale et hautement spécialisé.
Il abrite actuellement les centres de référence pour :
- l'oncologie,
- la cardiologie,
- la chirurgie cardio-vasculaire,
- la neurochirurgie.

Dans le pôle de neurochirurgie, la neurochirurgie mini-invasive assistée par ordinateur est opérationnelle depuis 2000 pour le traitement des tumeurs du système nerveux central. Grâce à un logiciel de la dernière génération, toutes les pathologies néoplasiques cérébrales sont diagnostiquées et traitées, avec des approches micro-chirurgicales et ciblées. L'unité de Neurochirurgie de San Filippo Neri est également un centre de référence important pour la Neurochirurgie Stéréotaxique. La clinique externe multi-spécialiste intégrée dédiée à la prise en charge des patients atteints de tumeurs cérébrales est également opérationnelle (Presidi Sant'Andrea, Via Cassia 721).
Il existe également une unité d'évaluation Alzheimer, intégrée au projet Cronos du Ministère italien de la Santé et un centre de nutrition clinique.
À la suite de la réorganisation de l'établissement, une série d'interventions de refonte structurelle du complexe hospitalier a été lancée, avec une révision complète de la distribution interne des pavillons A et B, tant du point de vue de la construction que des systèmes. Le nouveau bâtiment C a alors été activé pour abriter le Service des Urgences et de l'Acceptation (DEA) de niveau II.
Les interventions de restructuration des bâtiments et des installations, toujours en cours, comprennent également l'amélioration hôtelière des unités d'hospitalisation.
Bien qu'ayant fait l'objet de nombreuses rénovations et extensions, le bâtiment d'origine porte les vestiges de symboles architecturaux typiques de l'époque fasciste comme, par exemple, le style de la façade de l'entrée principale.